# Mayu Ikejiri
Mayu Ikejiri (池尻 茉由 Ikejiri Mayu?), född 19 december 1996 i Kumamoto prefektur, är en japansk fotbollsspelare som spelar för Suwon UDC WFC.
Ikejiri spelade 3 landskamper för det japanska landslaget.